# Bór Kunowski
Bór Kunowski – wieś w Polsce, położona w województwie świętokrzyskim, w powiecie starachowickim, w gminie Brody.
W latach 1975–1998 miejscowość administracyjnie należała do województwa kieleckiego.
Miejscowość leży na trasie  zielonego szlaku rowerowego im. Witolda Gombrowicza.

## Integralne części wsi
| SIMC    | Nazwa                    | Rodzaj      |
| ------- | ------------------------ | ----------- |
| 1019154 | Gajówka Bór Kunowski     | osada leśna |
| 1019183 | Gajówka Karczma Kunowska | osada leśna |
| 1019208 | Gajówka Lubienik         | osada leśna |
| 0230697 | Gajówka Staw Kunowski    | osada leśna |
| 0230705 | Karczma Kunowska         | osada       |
| 0230728 | Leśniczówka Połągiew     | osada leśna |
| 0230734 | Lubienik                 | osada       |
| 0230680 | Pod Lasem                | osada       |

## Historia
W nocy z 3 na 4 lipca 1943 roku niemiecka policja i żandarmeria spacyfikowały wieś, której mieszkańców podejrzewali o sprzyjanie partyzantom. Zamordowano wtedy 43 osoby, w tym siedem kobiet i dziewięcioro dzieci. Blisko połowę ofiar spalono żywcem w stodole. W listopadzie 1967 roku we wsi odsłonięto pomnik ku czci ofiar pacyfikacji. 7 lipca 1985 roku Bór Kunowski odznaczono Krzyżem Partyzanckim.

## Urodzeni w Borze Kunowskim
Tadeusz Ludwik Piskor – (ur. 1 lutego 1889, zm. 22 marca 1951 w Londynie), generał dywizji Wojska Polskiego, szef Sztabu Głównego (1926–1931), dowódca Armii „Lublin” w kampanii wrześniowej 1939 roku.